# Altstadt (Volkach)

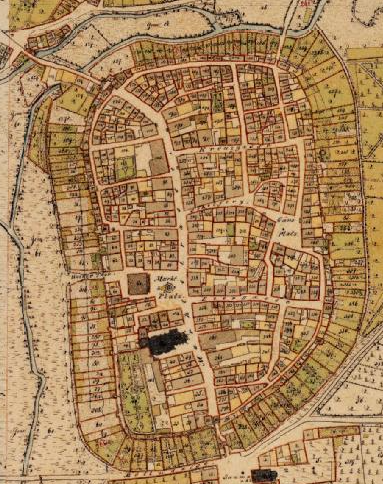
Die Volkacher Altstadt auf dem bayerischen Urkataster von 1833

Die mittelalterliche Altstadt (auch Obere und Untere Altstadt) des unterfränkischen Volkach ist ein historischer Siedlungskern der Stadt. Sie ist heute gleichbedeutend mit dem Ensemble Altstadt Volkach, das in der Ummauerung des 13. Jahrhunderts mit den sogenannten Grabengärten als Bau- und Bodendenkmal unter Schutz gestellt wurde. Die Stadt blieb viele Jahrhunderte, zusammen mit den Vorstädten, auf dieses Areal beschränkt und wuchs erst im 19. Jahrhundert aus dem Mauerring heraus.

## Geografische Lage
Volkach befindet sich auf der rechten Seite des Maindreiecks gegenüber von Astheim an der sogenannten Mainschleife. Die Altstadt ist nach Nordnordwesten ausgerichtet und erhebt sich parallel zum Mainverlauf auf einer hochwasserfreien Terrasse. Heute umgeben neuere Stadtviertel die Altstadt, so nördlich die Bebauung an der Gaibacher Straße, während im Süden und Südosten die Wohnviertel zwischen Sommeracher (Süden) und Obervolkacher Straße (Südosten) liegen. Historisch waren die Obere und die Untere Vorstadt der Altstadt im Süden bzw. Nordwesten vorgelagert.
Das Bauensemble Altstadt Volkach wird im Norden begrenzt vom Verlauf der folgenden Straßen: Die ungeraden Nummern der Storchgasse 1 bis 25. Im Osten bilden die Straßen Untere Zwingergasse 8, 6, 4, Sackgasse 8, Weinstraße 21, Mittlere Zwingergasse 18 bis 2 (gerade Nummern), Gänseplatz 3, 5, Obere Zwingergasse 22, 20, 18, Spitalstraße 18, Obere Zwingergasse 14 bis 2 (gerade Nummern) die Grenze. Südlich verläuft die ehemalige Obere Vorstadt, die heute von den Straßen Oberer Markt 12 und der Bahnhofstraße eingenommen wird. Der Hindenburgpark bildet die westliche Begrenzung der Altstadt.
Die Hauptstraße, die von Süden nach Nordnordwesten verläuft, bildet das Rückgrat des Ensembles. Entlang dieser Straße reihen sich die meisten Baudenkmäler auf. Im Südwesten der Altstadt liegt der Marktplatz, der ebenfalls von repräsentativen Baudenkmälern umgeben ist. Das Zentrum des Ensembles bildet aus geographischer Sicht die Schelfengasse, die in den Gänseplatz im Nordosten der Stadt, mündet.

## Geschichte

### Entstehung der Altstadt
Die Geschichte der Volkacher Altstadt ist eng mit den geographischen Besonderheiten der Umgebung verbunden. Zunächst siedelten die Menschen im Frühmittelalter noch auf einer Großmark, die lediglich Ansätze von Siedlungsverdichtungen an der Stelle des heutigen Obervolkach, von Ulberg und am Main erkennen ließ. Der Kern des damaligen Volkachs war ein königlicher Fronhof auf einer überschwemmungsfreien Erhebung in Flussnähe. Es gab bereits einige Häuser der Unfreien (mancipia).

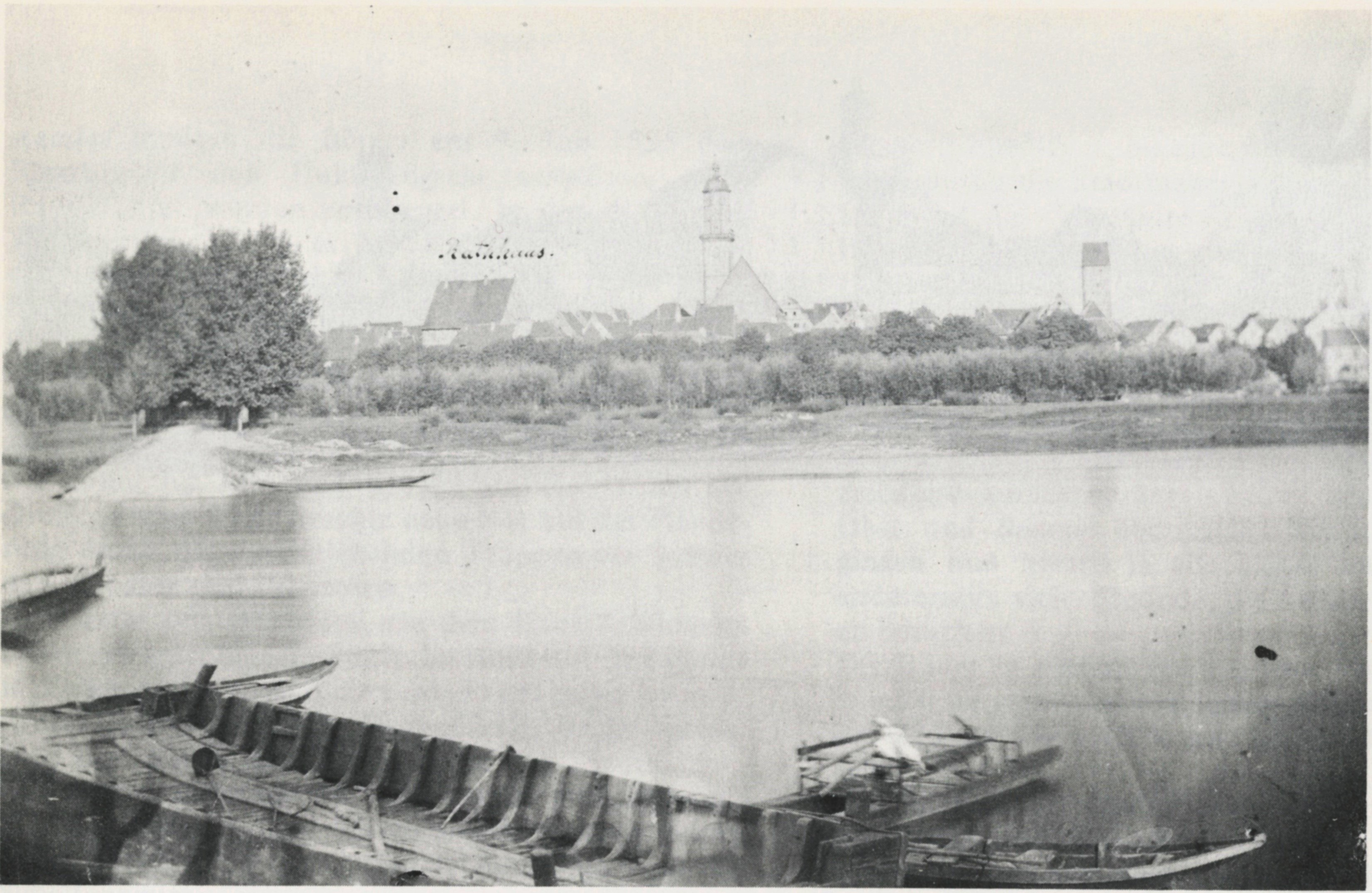
Die Astheimer Mainfähre im 19. Jahrhundert war wichtiger Faktor für den Aufstieg Volkachs

Die Urzelle der heutigen Altstadt war im Südwesten des Areals. Der Ort war topographisch günstig, weil er zugleich nahe am schiffbaren Main mit einer Furt und weit entfernt von den jährlich auftretenden Hochwassern war. Das Gebiet zog sich zwischen dem heutigen Marktplatz und der Stadtmauer im Süden hin. Die Keimzelle blieb bis zum Ende des Alten Reiches im beginnenden 19. Jahrhundert in herrschaftlicher Hand, heute stehen dort die Stadtpfarrkirche und die Mädchenrealschule.
Gleichzeitig begannen auch Händler den Südosten des Stadtgebietes zu besiedeln. Volkach war Furt- und Rastort zwischen Würzburg und dem Steigerwald, sodass schnell ein Zentralmarkt für Tuche, Salz und Eisen entstand. Mit dem Aufkommen des Weinbaus gab es ein Exportgut, das in der Region selbst angebaut wurde. Die ersten Märkte wurden allerdings außerhalb der heutigen Altstadt am Oberen Markt abgehalten, weil dieser an einer wichtigen Straßenkreuzung lag.
Bis zum Jahr 1200 war das heutige Altstadtareal vollständig besiedelt. Im Jahr 1254 sind erstmals Hörige in Volkach bezeugt. Sie siedelten im nordöstlichen Teil der Stadt am Kreuz Höfleins- und Zehentgasse. Bis heute überwiegen dort kleinere Parzellen. An der von Nordwesten nach Süden verlaufenden Hauptstraße befinden sich dagegen große Grundstücke. Sie bildete sich während des Mittelalters und trug mit ihrer Ausrichtung einer Handelsverlagerung Rechnung, weil die Warenströme inzwischen nach Norden (Schweinfurt) bzw. Süden (Kitzingen und Ansbach) verliefen.

### Innere Differenzierung

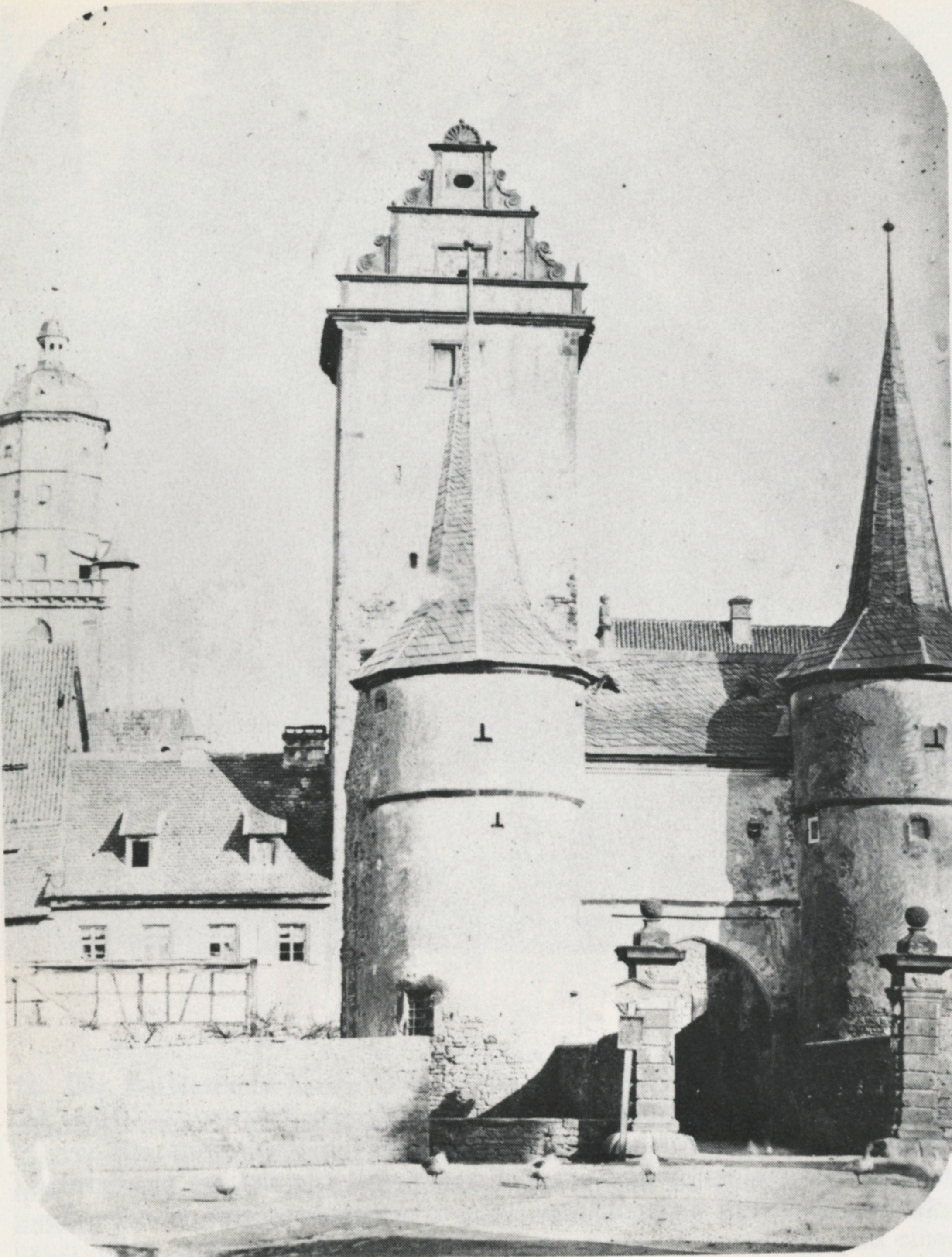
Oberes Tor mit Vorwerken vor 1871

Der Kirchenbezirk in der Altstadt entwickelte sich aus dem ehemaligen Fronhofareal und umfasste die Kirche St. Georg, den Kirchhof, den Pfarrhof, die Lateinschule und den sogenannten Hartleinshof. Im Jahr 1313 existierte in der Altstadt bereits eine Kapelle an der Stelle der heutigen Pfarrkirche. Allerdings bestimmte erst der Ausbau des Gotteshauses zur Volkacher Pfarrkirche mit der Erweiterung des Chors im 15. Jahrhundert die endgültige Breite der Hauptstraße.
Diese Straße hatte im Verlauf des Mittelalters den Markt in der Oberen Vorstadt als Hauptwarenumschlagplatz abgelöst. Grund hierfür war die Ummauerung, die nun die Altstadt auch optisch von den Vorstädten abgrenzte. Die Hauptstraße war in ihrem südlichen Teil Marktplatz, weiter nördlich wandte sie sich nach Nordwesten und war Wallfahrtsweg zum Gotteshaus auf dem Kirchberg. Vom Rathaus aus zählte man die Schritte zum Berg, die denen des Kreuzweges in Jerusalem entsprachen.
Die Stadtmauer schloss das Altstadtensemble ab. Die Stadt und ihre Befestigung bildeten eine organische Einheit, weil die Ringmauer mit Graben dem Relief folgte. Besonders geschützt war die Stadt im Norden, weil dort zusätzlich der Volkachbach dem Graben folgte. Die noch bestehenden Überreste der Mauer stammen aus dem Spätmittelalter. Fürstbischof Julius Echter von Mespelbrunn ließ die Stadtmauer bis 1605 vollständig erneuern.
In den folgenden Jahrhunderten verdichtete sich das Stadtgebiet. Zunächst lagen noch mehrere Gärten insbesondere nahe an den Stadtmauern im Inneren der Befestigung, die von der Bevölkerung bewirtschaftet wurden. Erst am Ende des 18. Jahrhunderts wurde die Grabengasse bebaut. Seit der Frühen Neuzeit war die Stadt in vier Viertel eingeteilt, die später in Distrikte umbenannt wurden. Diese umfassten auch die beiden Vorstädte.

### Auflösung der Befestigung
Mit dem Dreißigjährigen Krieg kamen neue Arten von Geschützen auf, für die die mittelalterlichen Befestigungen kein Hindernis waren. Deshalb überließ man in Volkach die Stadtmauer ihrem Schicksal und investierte nichts mehr in ihre Erhaltung. Dies führte dazu, dass die Mauern insbesondere an der Ostseite langsam verschwanden und die Gräben austrockneten. Im Jahr 1760 wurde der Stadtgraben im Osten zugeschüttet.
Die ehemaligen Gräben wurden an die Bewohner der Stadt verteilt. Im Osten und Süden der Stadt entstanden die sogenannten Grabengärten, westlich und nördlich wurden die Seegärten angelegt. Die Volkacher erhielten insgesamt 196 Gärten für den Anbau von Gartenprodukten, 1835 gab es noch etwa 100 Gärten. Es haben sich lediglich auf der Westseite der ehemaligen Stadtmauer mehrere Grabengärten erhalten.

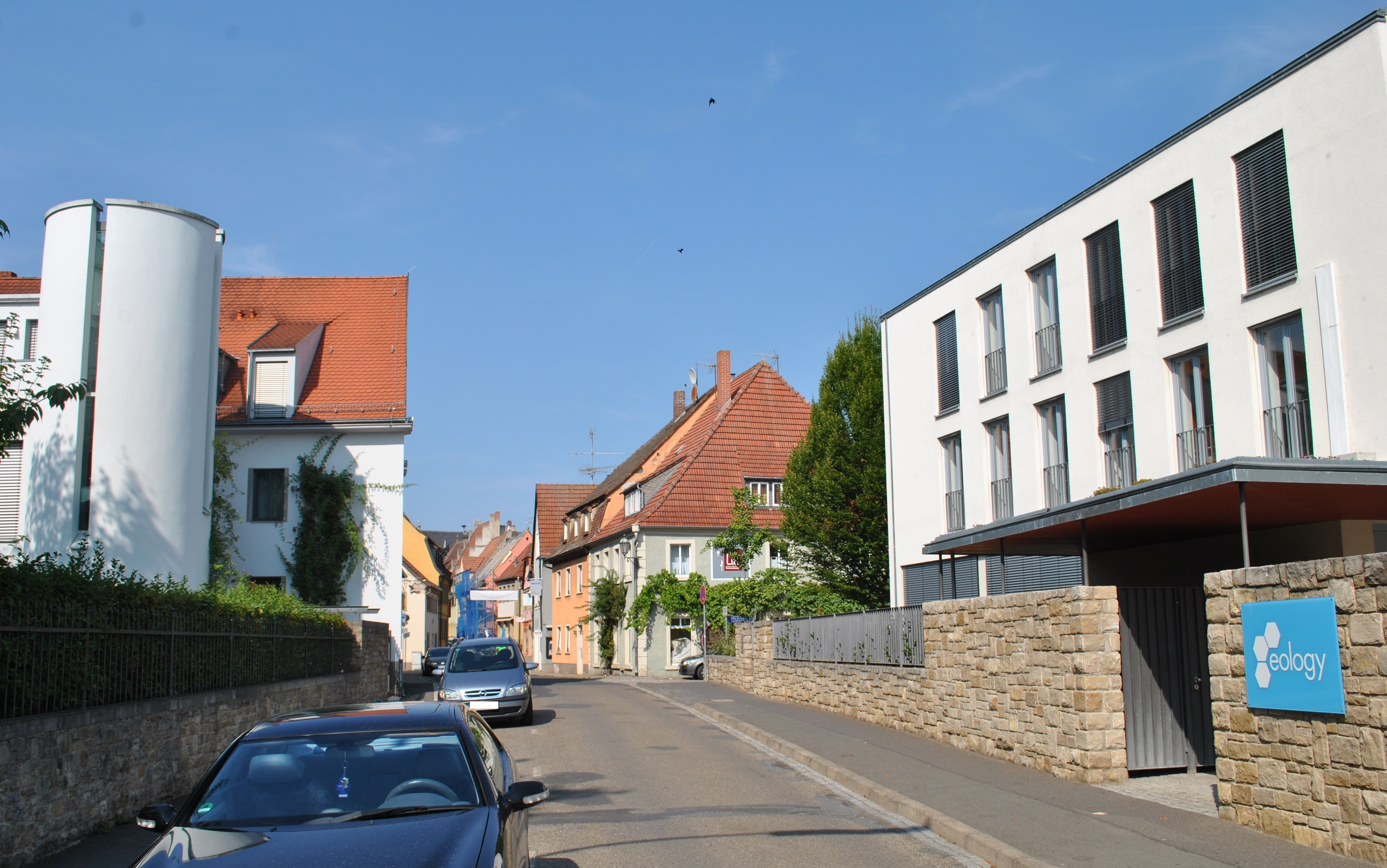
Die Spitalstraße am Übergang zwischen der Altstadt und den neuen Wohngebieten

Die innere Geschlossenheit der Altstadt blieb durch die Auflösung der Befestigung zunächst unangetastet. Noch zu Beginn des 19. Jahrhunderts führten lediglich zwei Tore ins Stadtinnere. Erst der Stadtbrand von 1804, bei dem zwischen dem 23. und dem 29. Juni insgesamt 120 Gebäude im Nordosten der Stadt ein Raub der Flammen wurden, veränderte das Ortsbild nachhaltig. Betroffen vom Brand waren große Teile der ärmeren Bevölkerung. Der Wiederaufbau nahm lange Zeit in Anspruch. Noch heute wird die nordöstliche Altstadt von Bauten des 19. Jahrhunderts dominiert.
Der Brand gab auch den Ausschlag für die Öffnung der Stadt an zwei weiteren Stellen, weil nur dadurch Löschwasser in die Altstadt gebracht werden konnte. Im Westen, unmittelbar nördlich des Rathauses, entstand das Weiher Tor, im Nordosten wurde das Zeilitzheimer Tor errichtet. Im Jahr 1875 brach man außerdem die Bebauung in der sogenannten Eiergasse, der heutigen Spitalgasse ab, um die Altstadt mit den Neubaugebieten im Osten zu verbinden. Nach dem Zweiten Weltkrieg verlängerte man die Weinstraße nach Osten aus dem Mauerring heraus.
Die weiteren Veränderungen der Altstadt beruhten auf wirtschaftlichen Überlegungen. So wurde im Jahr 1910 im Zuge des Eisenbahnbaus die Brückenstraße am Weiher Tor verbreitert, die die Altstadt mit dem Bahnhof verband. Zwei Jahre später wurde das Nachbarhaus des Oberen Tores für den Bau einer Fußgängerpforte durchbrochen und es entstand das Josefstor. In den 1950er Jahren richtete man auf der anderen Seite des Tores einen weiteren Fußgängerdurchgang ein. Am Unteren Tor wurde das Hebammenhaus in den 1930er Jahren abgerissen.
Im 20. Jahrhundert nahm der Tourismus immer mehr zu, der die Volkacher Altstadt als Ziel hatte. Deshalb begannen die Verantwortlichen in Volkach größere Teile der Altstadt in verkehrsberuhigte Bereiche bzw. Fußgängerzonen umzuwandeln. Der Marktplatz darf nicht mehr befahren werden, große Teile der Hauptstraße sind nur noch in einer Richtung befahrbar. Hierzu wurden die Bezeichnungen „Obere“ und „Untere Altstadt“ auf Straßenschildern angebracht. Bei einer umfassenden Altstadtsanierung wurde die Asphaltdecke entfernt und neues Kopfsteinpflaster verlegt.

## Straßen und Plätze
Die Volkacher Altstadt wird von über zwölf zumeist rechtwinklig angeordneten Straßenzügen gebildet. Hauptachse ist die Hauptstraße, die die Altstadt in einen kleineren westlichen und einen größeren östlichen Teil trennt. Das Rathaus und die Pfarrkirche, die jahrhundertelang die herrschaftlichen Mittelpunkte des Areals bildeten, liegen dezentral im südwestlichen Teil der Altstadt. Die heutigen Straßenbenennungen stammen meist aus dem 20. Jahrhundert, ursprünglich waren nur die wichtigsten Straßenzüge benannt. Es waren dies:
| - Eiergasse (heute Spitalstraße) - Gänsplatz (heute Gänseplatz) - Kreuzgasse (heute Weinstraße) |  | - Markt-Platz (heute Marktplatz) - Marktstrasse (heute Hauptstraße) - Schelfergasse (heute Schelfengasse) |  |

### Hauptstraße und Marktplatz

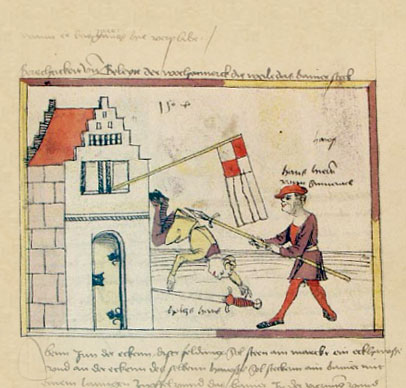
Das Marktgeleit, Volkacher Salbuch fol. 443r

Die Haupt-, ehemals Marktstraße, bildet noch heute das städtebauliche Rückgrat der Volkacher Altstadt. Hier befand sich ursprünglich der Straßenmarkt des Mittelalters. Erstmals im Jahr 1406 erhielt Volkach das Jahrmarktrecht am Namenstag des heiligen Jakob durch König Ruprecht verliehen. Später wurde dieses Recht um zwei weitere Jahrmärkte ergänzt. Zugleich fand bereits seit dem Frühmittelalter ein einfacher Wochenmarkt in der Siedlung statt.
Die Hauptstraße wird noch heute von den eindrucksvollsten Ackerbürgerhäusern der Stadt geprägt. Hier überwiegen vollständig aus Stein errichtete Bauwerke, selten wurden Häuser in Fachwerkbauweise errichtet. Entlang der Hauptstraße siedelten sich auch wichtige Verwaltungsgebäude an. So entstand im Süden die fürstbischöfliche Kellerei als eines der prächtigsten Barockhäuser Volkachs. Ebenso war hier der hochstiftische Zehnthof zu finden. Im südlichen Teil der Straße saß der Amtmann, der das Amt Volkach verwaltete.
Auf der Westseite der Hauptstraße öffnet sich das städtische Areal unweit nördlich der Stadtpfarrkirche zum Marktplatz. Hier besteht bis heute das Rathaus, das Ausdruck der städtischen Selbstverwaltung war und ist. Zunächst stand dieses Verwaltungsgebäude am sogenannten „unteren“ oder „Burgerplatz“. Dieser heute vergessene Platz verweist auf die Grundrissveränderungen, die Volkach bereits im Spätmittelalter erlebte. Das heutige Rathaus entstand nach 1540.

### Nordosten
Durch den Brand von 1804 entstand im Nordosten der Volkacher Altstadt das „jüngste“ Quartier. Vor dem Brand bestanden zumeist eingeschossige Häckerhäuser, weil dieses Areal traditionell von den ärmeren Bevölkerungsschichten bewohnt war. Etwa 120 Gebäude wurden beim Brand zerstört und es dauerte bis vor 1833, ehe dieser Teil der Stadt sich wieder als geschlossenes Ensemble präsentierte. Die Stadt setzte beim Wiederaufbau einen strengen Bebauungsplan durch.
So begradigte man bisher bestehende, mittelalterliche Straßenfronten. Zugleich begann man nun auch in diesem Teil der Stadt den Zwinger zu überbauen, im Westen war dies bereits im 18. Jahrhundert erfolgt. Gleichzeitig entfernte man auch einige Gebäude vollständig. Dadurch gewann insbesondere der Gänseplatz an Fläche. Hier fanden jahrhundertelang die Märkte von Kleinvieh statt. Nach dem Brand errichtete man auf dem Platz auch einen Brunnen, der lange Zeit zugeschüttet gewesen ist. Die sogenannte Sackgasse wurde ganz neu erbaut. Zudem verbreiterte man auch die Höfleinsgasse, die bisher lediglich 1,50 m breit war.

### Spitalstraße
Nach der Hauptstraße galt die sogenannte Eiergasse (heute Spitalstraße) lange Zeit als zweitwichtigste, innerstädtische Straße. Sie zweigt von der Hauptstraße bzw. dem Marktplatz in Richtung Osten ab und wurde mit dem Durchbruch durch die Befestigung bis zum sogenannten Altbau des Bürgerspitals außerhalb der Altstadt verlängert. Der ursprüngliche Name Eiergasse verweist auf die Funktion der Straße im Mittelalter und Früher Neuzeit. Hier wurden Hühnerprodukte gehandelt.
Der Name Spitalstraße gibt zusätzlich Hinweis auf den historischen Standort des sogenannten Julius-Spitals. Es wurde zu Beginn des 17. Jahrhunderts von Fürstbischof Julius Echter von Mespelbrunn im heutigen Haus Hauptstraße 20 an der Ecke Spitalstraße/Hauptstraße eingerichtet und diente der Krankenversorgung. So bilden noch heute ein historisches und ein bestehendes Spital die Endpunkte der Spitalstraße.

## Bedeutende Baudenkmäler
In der Volkacher Altstadt haben sich Baulichkeiten aus nahezu allen Jahrhunderten seit dem Mittelalter erhalten. Viele ältere Bauwerke sind heute als Baudenkmäler eingeordnet, allerdings wurde nur ein Bruchteil der Gebäude in der Altstadt unter Schutz gestellt. Besonders viele Denkmäler sind entlang der Hauptstraße zu finden. Weitere Traditionsinseln liegen in der Badgasse, der Weinstraße, der Schelfengasse und am Marktplatz.

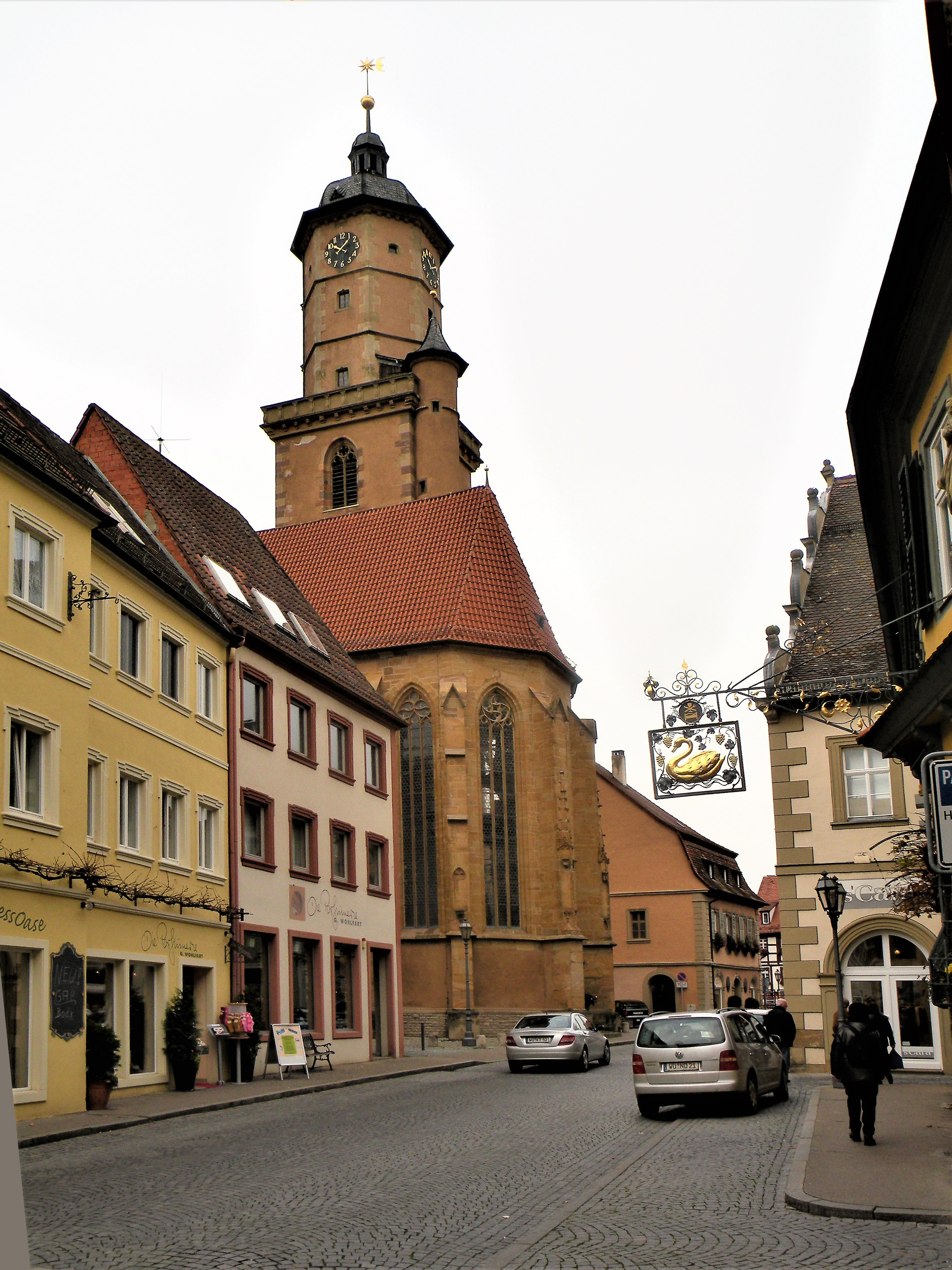
Die Bartholomäuskirche überragt die Hauptstraße in der Volkacher Altstadt

Die Volkacher Geschichte hängt eng mit dem Weinbau zusammen, der seit vielen Jahrhunderten die Landschaft an der Mainschleife geprägt hat. Deshalb entstanden in der Ackerbürgerstadt Volkach, die Bewohner lebten überwiegend vom Weinbau und dem Handel mit dem Getränk, sogenannte Häckerhäuser. Sie wurden zumeist zweigeschossig errichtet und besitzen zur Aufbewahrung des Rebensafts tiefe Keller. Außerdem wurden sie mit einer Durchfahrt ausgestattet, um den Wein in großen Mengen anliefern zu können.
Als bedeutendes Baudenkmal an der Hauptstraße kann die Stadtpfarrkirche St. Bartholomäus und St. Georg gelten. Ab 1413 begann man mit dem Neubau der zuvor zur Pfarrkirche aufgestiegenen Kirche. Die Neuerungen zogen sich bis ins Jahr 1597 hin und wurden mit der Errichtung des Kirchturms abgeschlossen. Insgesamt ist die Kirche auf drei Seiten von Häusern umgeben und öffnet sich im Osten zur Hauptstraße hin. Damit ist die Chorseite gleichzeitig die Schauseite der Kirche und sticht durch ihre reichhaltige Gliederung hervor. → siehe auch: St. Bartholomäus und St. Georg (Volkach)
Unweit der Kirche, ebenfalls auf der Westseite der Altstadt liegt das Volkacher Rathaus. Es entstand im 16. Jahrhundert an dieser Stelle im Stil der Renaissance. Das Rathaus hat drei Stockwerke und läuft in einem Steilsatteldach aus. Über der spitzbogigen Toreinfahrt liegt eine doppelläufige Freitreppe. Ein Fachwerkerker bekrönt das Gebäude. Rückwärtig befindet sich ein Treppenturm. In der zweiten Hälfte des 20. Jahrhunderts passte man das Rathaus den Notwendigkeiten der modernen Verwaltung an. → siehe auch: Rathaus (Volkach)
Weiter südlich, im unteren Teil der Hauptstraße, lag jahrhundertelang der Verwaltungsmittelpunkt der zu Volkach gehörenden Orte. Der heutige Hof entstand durch den Amtmann Valentin Echter von Mespelbrunn nach 1605. In den Baulichkeiten war die Verwaltung des Amtes Volkach untergebracht. Das Amtshaus präsentiert sich als typischer Vertreter der Echtergotik. Zuletzt saß hier das Volkacher Amtsgericht, heute besteht in den Räumlichkeiten ein Hotel. → siehe auch: Fürstbischöfliches Amtshaus (Volkach)
Ähnlich wie die beiden Verwaltungshäuser hatte auch die Ummauerung, neben der schützenden, eine wichtige politische Funktion. Die Stadt hob sich durch die Ringmauer auch visuell von ihrem rechtlich weniger gut gestellten Umland ab. Besonders prachtvoll fallen deshalb auch die Tore aus. Der Obere oder Sommeracher Torturm ist 18 m hoch und schließt mit dem für die Renaissance so typischen Volutengiebeln ab. Kleiner ist dagegen das Untere oder Gaibacher Tor mit seiner Welschen Haube. → siehe auch: Volkacher Stadtbefestigung

## Wirtschaft und Infrastruktur
Die Volkacher Altstadt bildet heute das Hauptziel der Touristen, die jährlich in die Mainstadt kommen. Deshalb entstand in der Altstadt eines der Zentren des Einzelhandels und des Dienstleistungsgewerbes in Volkach. Anders als in der Oberen Vorstadt, dem heutigen Oberen Markt, und im Einkaufspark eröffneten in der Altstadt überwiegend touristische Angebote mit Souvenirläden und Cafés. Eine Besonderheit stellt die Konzentration auf das Thema Wein dar, was sich in Vinotheken, Weingütern und anderen gastronomischen Angeboten äußert.
Die Dienstleistungsbetriebe konzentrieren sich entlang der Hauptstraße, wobei der nördliche Teil der Hauptstraße weit weniger frequentiert und damit von Geschäften beherrscht wird. Ein weiterer Kristallisationspunkt ist der Marktplatz, wo insbesondere Gaststättenbetriebe zu finden sind. Die Spitalstraße war bis in die 1990er Jahre als Verbindungsstraße in die Wohnsiedlungen eine wichtige Geschäftsstraße. Heute ist dieses Areal durch häufige Fluktuation der Geschäfte gekennzeichnet.
In der Volkacher Altstadt ist außerdem die Mädchenrealschule im Kloster St. Maria beheimatet. Die Niederlassung der Dillinger Franziskanerinnen entstand im Jahr 1856. 1858 bezog man das ehemalige Forstamt südlich der Bartholomäuskirche. Die private Schule nimmt heute den Südwesten der Altstadt um die Kellereigasse ein, Sportanlagen wurden in den ehemaligen Gräben der Stadtbefestigung errichtet. Im Schelfenhaus in der Schelfengasse besteht zudem die Deutsche Akademie für Kinder- und Jugendliteratur.

### Ensemble
- Denis André Chevalley: Denkmäler in Bayern. Band VI Unterfranken. Ensembles, Baudenkmäler, Archäologische Geländedenkmäler. München 1985.
- Georg Dehio: Handbuch der deutschen Kunstdenkmäler. Bayern I: Franken. München und Berlin 1999.
- Gerhard Egert: Grenz- und Flächenbildung der Stadt Volkach. In: Ute Feuerbach (Hrsg.): Volkach. 906-2006. Volkach 2006. S. 87–90.
- Gerhard Egert: Große Brände in Volkach im 19. Jahrhundert. In: Ute Feuerbach (Hrsg.): Unsere Mainschleife. 1978-1992. S. 157–164.
- Gerhard Egert: Stadt und Pfarrei Volkach am Main (Ein Beitrag zur Stadtgeschichte Frankens). Teil I. Das städtische Territorium von den Anfängen bis zum Ende des Alten Reiches 1803. Würzburg und Volkach 1964.
- Ute Feuerbach: Der Katasterplan von Volkach aus dem Jahre 1833. In: Ute Feuerbach (Hrsg.): Unsere Mainschleife. 1993-2007. Volkach 2008. S. 293–301.
- Hans-Eckhard Lindemann: Historische Ortskerne in Mainfranken. Geschichte – Struktur – Entwicklung. München 1989.
- Herbert Meyer: Der Stadtbrand von 1804. In: Ute Feuerbach (Hrsg.): Unsere Mainschleife. 2008–2017. Volkach 2018. S. 261–263.
- Günther Schmitt: Häuserchronik der Stadt Volkach als Spiegel des Bürgertums. Vom Ende des 17. Jahrhunderts bis heute (= Volkacher Hefte Bd. 19). Volkach 2017.
- Karl Treutwein: Unterfranken. Heroldsberg 1978.

### Einzeldenkmäler (Auswahl)
Mehr Literatur zu den einzelnen Denkmälern sind in deren Artikeln in der Wikipedia zu finden.
- Hermann Buschmann: Das Rathaus in Volkach. In: Ute Feuerbach (Hrsg.): Volkach. 906-2006. Volkach 2006. S. 103–112.
- Ute Feuerbach: Erster Versuch einer Häuserchronik für Volkach: Badgasse, HSNR. 48, 49 und 50 (1833). In: Herbert Meyer (Red.): Unsere Mainschleife. 07/2010, 08/2010, 10/2010. Volkach 2010.
- Ute Feuerbach: Woher der Name Badgasse in Volkach kommt. In: Herbert Meyer (Red.): Unsere Mainschleife. 11/2010, 12/2010, 01/2011, 02/2011. Volkach 2010/2011.
- Markus Josef Maier: Das Schelfenhaus in Volkach. Seine Architektur und seine Stuckdecken. Ein Beitrag zu fränkischen Barockforschung. Volkach 2001.
- Herbert Meyer: Heimatverein und Museum. In: Ute Feuerbach (Hrsg.): Unsere Mainschleife. 1993-2007. Volkach 2008. S. 112–115.
- Herbert Meyer: Türme und Tore im alten Volkach. In: Ute Feuerbach (Hrsg.): Volkach. 906-2006. Volkach 2006. S. 112–119.
- Jutta Müller: 125 Jahre Kloster St. Maria in Volkach. In: Ute Feuerbach (Hrsg.): Volkach. 906-2006. Volkach 2006. S. 233–236.
- Günther Schmitt: Von Balbus bis Belle Epoque. Ein Bürgerhaus und seine Geschichte. In: Herbert Meyer (Red.): Unsere Mainschleife. 02/2015, 03/2015. Volkach 2015.
- Günther Schmitt: Von der Metzgerei zum Gasthof „Das Leipolds“. Altes Bürgerhaus in der Hauptstraße 19. In: Herbert Meyer (Red.): Unsere Mainschleife. 04/2015. Volkach 2015.
- Hendrik Weingärtner (Hrsg.): 600 Jahre Grundsteinlegung. 1413-2013. Katholische Pfarrkirche St. Bartholomäus Volkach. Volkach 2013.